# Plasmodium falciparum
Plasmodium falciparum Welch, 1897 è un protozoo parassita unicellulare, una delle specie di Plasmodium che causano nell'uomo la malaria. Il parassita viene trasmesso attraverso la puntura di una zanzara femmina del genere Anopheles e causa la forma più pericolosa della malattia, la malaria falciparum. È responsabile di circa il 50% di tutti i casi di malaria. Il P. falciparum è quindi considerato il parassita più mortale per l'uomo. È inoltre associato allo sviluppo di tumori del sangue (linfoma di Burkitt) ed è classificato come cancerogeno di Gruppo 2A (probabile).

## Storia
La specie ha avuto origine dal parassita della malaria Laverania presente nei gorilla, circa 10.000 anni fa.
La malaria è causata da un'infezione da protozoi del genere Plasmodium. Il nome "malaria", da "mala aria" in italiano, significa "aria cattiva", e deriva dall'ipotetico legame con i vapori velenosi delle paludi. La parola "falciparum", deriva dal latino "falx", che significa "forma di falce", e "parum" che significa "nascita" o "nascite multiple".
Il protozoo parassita fu scoperto da Laveran il 6 novembre 1880 in un ospedale militare a Costantina (Algeria), quando scoprì una microgametocite flagellante. Manson nel 1894 ipotizzò che le zanzare fossero in grado di trasmettere la malaria. Questa ipotesi venne confermata sperimentalmente nel 1898 e indipendentemente, da Giovanni Battista Grassi e da Ronald Ross. Grassi nel 1900 propose una fase esoeritrocitica nel ciclo vitale, poi confermata da Garnham, Covell e Shute nel 1948 che trovarono il Plasmodium vivax nel fegato umano.
In tutto il mondo, la malaria è la malattia parassitaria più dannosa per gli esseri umani, e uccide più bambini in tutto il mondo di qualsiasi altra malattia infettiva. A partire dal 1900, l'area del mondo esposta alla malaria si è dimezzata, ma due miliardi di persone sono correntemente esposte. La morbilità e la mortalità sono significative.
Mentre non esistono vaccini efficaci per nessuna delle almeno sei specie di Plasmodium che causano la malaria, da secoli sono impiegati farmaci a base di chinino. Nel 1640, Huan del Vego impiegò per la prima volta la tintura di corteccia di Cinchona per il trattamento della malaria: gli indiani nativi del Perù e dell'Ecuador lo utilizzarono anche in precedenza per il trattamento delle febbri. Nel 1650 Thompson introduce questa corteccia "Gesuita" in Inghilterra: il suo primo impiego registrato fu nel 1656 da parte del dottor John Metford di Northampton. Morton nel 1696 ha presentato la prima descrizione dettagliata del quadro clinico della malaria e del suo trattamento con la cinchona. Gize nel 1816 ha studiato l'estrazione del chinino cristallino dalla corteccia del cinchona e nel 1820, Pelletier e Caventou in Francia, hanno utilizzato l'estratto puro di alcaloidi di chinina, chiamato il chinino e il Cinchonine.

## Origine ed evoluzione
P. falciparum è ora generalmente accettato come evoluto da specie del sottogenere Laverania (un sottogenere di Plasmodium presente nelle scimmie antropomorfe) che si trovano nei gorilla dell'Africa occidentale.
La diversità genetica indica che il protozoo umano è emerso circa 10.000 anni fa. Il parente più stretto di P. falciparum è P. praefalciparum, un parassita dei gorilla, come dimostrato dalle sequenze del DNA mitocondriale, apicoplastico e nucleare. Queste due specie sono strettamente imparentate con il parassita degli scimpanzé P. reichenowi, che in precedenza si pensava fosse il parente più stretto di P. falciparum. In passato si credeva anche che P. falciparum avesse avuto origine da un parassita degli uccelli.
I livelli di polimorfismo genetico all'interno del genoma di P. falciparum sono estremamente bassi rispetto a quelli delle specie di Plasmodium che infettano le scimmie antropomorfe (incluso P. praefalciparum). Questo suggerisce che l'origine di P. falciparum negli esseri umani sia recente, poiché un singolo ceppo di P. praefalciparum ha acquisito la capacità di infettare l'uomo.
Le informazioni genetiche di P. falciparum indicano una recente espansione che coincide con la rivoluzione agricola. È probabile che lo sviluppo dell'agricoltura estensiva abbia aumentato la densità della popolazione di zanzare creando più siti di riproduzione, il che potrebbe aver innescato l'evoluzione e l'espansione di P. falciparum.

## Struttura
P. falciparum non ha una struttura fissa ma subisce continui cambiamenti durante il suo ciclo vitale. Uno sporozoita ha una forma fusiforme e misura 10-15 µm di lunghezza. Nel fegato, si trasforma in uno schizonte ovoidale di 30-70 µm di diametro. Ogni schizonte produce merozoiti, ciascuno lungo circa 1,5 µm e con un diametro di 1 µm. Nel globulo rosso, i merozoiti formano una struttura ad anello, diventando trofozoiti. Un trofozoita si nutre di emoglobina e forma un pigmento granulare chiamato emozoina.
A differenza di quelli di altre specie di *Plasmodium*, i gametociti di *P. falciparum* sono allungati e a forma di mezzaluna, grazie ai quali possono essere identificati. Un gametocita maturo misura 8-12 µm di lunghezza e 3-6 µm di larghezza. L'ookinete è anch'esso allungato, misurando circa 18-24 µm. Un oocisti è arrotondato e può crescere fino a 80 µm di diametro.
L'esame microscopico di un vetrino di sangue rivela solo trofozoiti giovani (a forma di anello) e gametociti nel sangue periferico. Trofozoiti o schizonti maturi non si trovano nel sangue periferico, poiché di solito sono sequestrati nei tessuti. A volte si osservano deboli puntini rossi a forma di virgola sulla superficie degli eritrociti. Questi puntini sono le fenditure di Maurer, organelli secretori che producono proteine ed enzimi essenziali per l'assorbimento dei nutrienti e i processi di evasione immunitaria.
L'apice complesso, che è in realtà una combinazione di organelli, è una struttura importante. Contiene organelli secretori chiamati roptrie e micronemi, fondamentali per la mobilità, l'adesione, l'invasione delle cellule ospiti e la formazione della vacuola parassitofora.
Come apicomplesso, ospita un plastide chiamato apicoplasto, simile ai cloroplasti delle piante, probabilmente acquisito inglobando (o essendo invaso da) un'alga eucariotica e mantenendo il plastide algale come un organello distintivo incapsulato in quattro membrane. L'apicoplasto è coinvolto nella sintesi di lipidi e altri composti ed è un target promettente per lo sviluppo di farmaci. Durante la fase asessuata dell'infezione nel sangue, una funzione essenziale dell'apicoplasto è la produzione dei precursori degli isoprenoidi, isopentenil pirofosfato (IPP) e dimetilallil pirofosfato (DMAPP), tramite il percorso MEP (non-mevalonato).

## Genoma
Nel 1995 è stato istituito il Malaria Genome Project per sequenziare il genoma di *P. falciparum*. Il genoma del mitocondrio è stato riportato nel 1995, quello del plastide non fotosintetico noto come apicoplasto nel 1996,e la sequenza del primo cromosoma nucleare (cromosoma 2) nel 1998. La sequenza del cromosoma 3 è stata pubblicata nel 1999 e l'intero genoma è stato completato il 3 ottobre 2002.
Il genoma, di circa 24 megabasi, è estremamente ricco di AT (circa l'80%) ed è organizzato in 14 cromosomi. Sono stati descritti poco più di 5.300 geni. Molti geni coinvolti nella variazione antigenica sono localizzati nelle regioni subtelomeriche dei cromosomi, suddivisi nelle famiglie var, rif e stevor. All'interno del genoma, esistono 59 geni var, 149 geni rif e 28 geni stevor, insieme a numerosi pseudogeni e troncamenti. Si stima che 551, ovvero circa il 10%, delle proteine nucleari previste siano dirette verso l'apicoplasto, mentre il 4,7% del proteoma è indirizzato ai mitocondri.

## Trasmissione e effetti
Viene trasmesso dalla femmina della zanzara Anopheles. La specie Plasmodium falciparum è la più pericolosa di queste, avendo il tasso più elevato di complicanze e di mortalità. Nel 2006 le infezioni da P. falciparum rappresentavano il 91% delle 247 milioni di infezioni malariche umane (il 98% in Africa). Nella maggior parte dei paesi africani, oltre il 75% dei casi sono dovuti a Plasmodium falciparum, mentre - negli altri paesi ove è presente la malaria - predominano altre specie di Plasmodium.
Gli esseri umani sono gli ospiti intermedi in cui avviene la riproduzione asessuale, mentre le zanzare anofele femmine sono gli ospiti definitivi che ospitano la fase di riproduzione sessuale.
Nel 2022, circa 249 milioni di casi di malaria in tutto il mondo hanno causato circa 608.000 decessi, di cui l’80% di età pari o inferiore a 5 anni. Quasi tutti i decessi per malaria sono causati da P. falciparum, e il 95% di questi casi si verifica in Africa. Nell'Africa subsahariana, quasi il 100% dei casi è dovuto a P. falciparum, mentre nella maggior parte delle altre regioni in cui la malaria è endemica predominano altre specie plasmodiali meno virulente.

### Infezione nella zanzara
Nel tratto intestinale della zanzara, il processo di maturazione del gamete femminile comporta lievi cambiamenti morfologici, diventando più grande e sferico. Il gametocita maschile subisce una rapida divisione nucleare in circa 15 minuti, producendo otto microgameti flagellati attraverso un processo chiamato esflagellazione.
Il microgamete flagellato feconda il macrogamete femminile per produrre una cellula diploide chiamata zigote. Lo zigote si sviluppa successivamente in un ookinete, una cellula mobile capace di invadere altri organi della zanzara. Attraversa la membrana peritrofica dell'intestino medio della zanzara e supera l'epitelio intestinale. Una volta attraversato l'epitelio, l'ookinete entra nella lamina basale e si trasforma in un oocisti immobile. Per diversi giorni, l'oocisti subisce 10 o 11 cicli di divisione cellulare per creare una cellula sinciziale (sporoblasto) contenente migliaia di nuclei. La meiosi avviene all'interno dello sporoblasto, producendo oltre 3.000 cellule figlie aploidi chiamate sporozoiti sulla superficie della cellula madre.
Gli sporozoiti immaturi rompono la parete dell'oocisti e si liberano nell'emolinfa. Migrano quindi verso le ghiandole salivari della zanzara, dove subiscono un ulteriore sviluppo e diventano infettivi per l'uomo.

#### Effetti dei metaboliti secondari delle piante suP. falciparum
È noto che le zanzare si nutrono del nettare delle piante per ottenere zuccheri, che rappresentano la principale fonte di energia e nutrienti per la loro sopravvivenza e per processi biologici come la ricerca di ospiti per il pasto di sangue o di siti per la deposizione delle uova.
Recentemente, i ricercatori hanno scoperto che le zanzare sono molto selettive riguardo alle fonti di zuccheri.Ad esempio, le zanzare del genere Anopheles preferiscono alcune piante rispetto ad altre, in particolare quelle che contengono composti che ostacolano lo sviluppo e la sopravvivenza dei parassiti della malaria all'interno della zanzara.
Questa scoperta offre l'opportunità di indagare su cosa possa influenzare questi cambiamenti comportamentali nelle zanzare e scoprire cosa ingeriscono quando si nutrono delle piante selezionate. Altri studi hanno dimostrato che le fonti di zucchero e alcuni metaboliti secondari, come la ricinina, hanno effetti contrastanti sulla capacità delle zanzare di trasmettere i parassiti della malaria.

### Meiosi
Plasmodium falciparum è aploide (una singola serie di cromosomi) durante le sue fasi riproduttive nel sangue e nel fegato umano. Quando una zanzara assume un pasto di sangue da un ospite umano infetto da Plasmodium, questo pasto può includere microgameti e macrogameti aploidi. Tali gameti possono fondersi all'interno della zanzara per formare uno zigote diploide (2N), l'unica fase diploide nel ciclo vitale di questi parassiti.
Lo zigote può subire un altro ciclo di replicazione cromosomica per formare un ookinete (4N) (vedi Figura: Ciclo vitale del plasmodio). L'ookinete, che si differenzia dallo zigote, è una fase altamente mobile che invade l'intestino medio della zanzara. Gli ookineti possono subire meiosi, coinvolgendo due divisioni meiotiche, che portano al rilascio di sporozoiti aploidi (vedi Figura).
Lo sporozoite è una fase invasiva allungata a forma di mezzaluna. Questi sporozoiti possono migrare verso le ghiandole salivari della zanzara ed entrare in un ospite umano quando la zanzara prende un altro pasto di sangue. Gli sporozoiti possono quindi spostarsi nel fegato dell'ospite umano e infettare gli epatociti.
Il profilo dei geni codificati dal plasmodio, coinvolti nella meiosi, mostra alcune sovrapposizioni con il profilo dei geni coinvolti nella meiosi in altri organismi ben studiati, ma è più divergente e manca di alcuni componenti del processo meiotico presenti in altri organismi.Durante la meiosi del plasmodio, la ricombinazione avviene tra cromosomi omologhi, come accade in altri organismi.

### Infezione nell'uomo
Gli sporozoiti presenti nelle ghiandole salivari, viene rilasciata attraverso il rostro della zanzara e penetra nella pelle durante il pasto ematico. La saliva della zanzara contiene enzimi antiemostatici e anti-infiammatori che interrompono la coagulazione del sangue e inibiscono la reazione al dolore. Di solito, ogni morso infetto contiene da 20 a 200 sporozoiti. Una parte degli sporozoiti invade gli epatociti. Gli sporozoiti si spostano nel flusso sanguigno mediante un movimento di scivolamento, che è guidato da un motore costituito dalle proteine actina e miosina situate sotto la loro membrana plasmatica.

#### Fase epatica o schizogonia eso-eritrocitaria
Entrando negli epatociti, il parassita perde il suo complesso apicale e il rivestimento superficiale, trasformandosi in un trofozoite. All'interno del vacuolo parassitoforo dell'epatocita, subisce 13–14 cicli di mitosi che producono una cellula synciziale (coenocito) chiamata schizonte. Questo processo è noto come schizogonia. Uno schizonte contiene decine di migliaia di nuclei. Dalla superficie dello schizonte, emergono decine di migliaia di cellule figlie aploidi (1n) chiamate merozoiti. La fase epatica può produrre fino a 90.000 merozoiti, che vengono infine rilasciati nel flusso sanguigno all'interno di vescicole piene di parassiti chiamate merosomi.

#### Fase ematica o schizogonia eritrocitica
I merozoiti utilizzano gli organelli di invasione apicomplessi (complesso apicale, pellicola e rivestimento superficiale) per riconoscere ed entrare nell'eritrocita ospite (globulo rosso). Inizialmente, i merozoiti si legano all'eritrocita in modo casuale. Successivamente, si riorientano in modo che il complesso apicale sia vicino alla membrana dell'eritrocita. Il parassita forma un vacuolo parassitoforo per consentirne lo sviluppo all'interno dell'eritrocita.Questo ciclo di infezione si verifica in modo altamente sincronizzato, con quasi tutti i parassiti nel sangue allo stesso stadio di sviluppo. Si è dimostrato che questo meccanismo di sincronizzazione dipende dal ritmo circadiano dell'ospite umano.
All'interno dell'eritrocita, il metabolismo del parassita dipende dalla digestione dell'emoglobina. I sintomi clinici della malaria, come febbre, anemia e disturbi neurologici, si manifestano durante la fase ematica.
Il parassita può anche alterare la morfologia dell'eritrocita, causando la formazione di noduli sulla membrana del globulo rosso. Gli eritrociti infetti vengono spesso sequestrati in vari tessuti o organi umani, come il cuore, il fegato e il cervello. Ciò è causato dalla presenza di proteine di superficie derivate dal parassita sulla membrana dell'eritrocita, che si legano a recettori sulle cellule umane. Il sequestro nel cervello provoca la malaria cerebrale, una forma molto grave della malattia che aumenta significativamente il rischio di morte per la vittima.

##### Trofozoita
Dopo aver invaso l'eritrocita, il parassita perde gli organelli specifici per l'invasione (complesso apicale e rivestimento superficiale) e si de-differenzia in un trofozoita rotondo, situato all'interno di un vacuolo parassitoforo. Il trofozoita si nutre dell'emoglobina dell'eritrocita, digerendo le sue proteine e convertendo (tramite biocristallizzazione) l'eme rimanente in cristalli insolubili e chimicamente inerti di β-ematina, chiamati emozoina.Il giovane trofozoita (o stadio "ad anello", a causa della sua morfologia su film di sangue colorato) cresce significativamente prima di iniziare il processo di moltiplicazione.

##### Schizonte
Nel ciclo dello schizonte, il parassita replica il proprio DNA più volte e avvengono numerose divisioni mitotiche asincrone.La divisione cellulare e la moltiplicazione all'interno degli eritrociti è chiamata schizogonia eritrocitica. Ogni schizonte forma tra 16 e 18 merozoiti. I globuli rossi vengono poi distrutti dai merozoiti, che, una volta liberati, invadono nuovi eritrociti. Un merozoita libero resta nel flusso sanguigno per circa 60 secondi prima di penetrare un altro eritrocita.
La durata di una schizogonia eritrocitica completa è di circa 48 ore. Questo ciclo provoca le manifestazioni cliniche tipiche della malaria falciparum, come febbre e brividi, in corrispondenza alla rottura sincrona degli eritrociti infetti.

##### Gametocita
Alcuni merozoiti si differenziano in forme sessuate, i gametociti maschili e femminili. Questi gametociti impiegano circa 7-15 giorni per raggiungere la piena maturità, attraverso un processo chiamato gametocitogenesi. Successivamente, vengono assorbiti da una zanzara Anopheles femmina durante un pasto di sangue.
Attualmente i geni coinvolti nella differenziazione sessuale non sono ben chiari, ma attualmente sotto investigazione.

#### Periodo di incubazione
Il tempo che intercorre tra l'infezione e la comparsa dei sintomi (chiamato periodo di incubazione) è più breve per P. falciparum rispetto ad altre specie di Plasmodium. Il periodo di incubazione medio è di 11 giorni,ma può variare da 9 a 30 giorni. In casi isolati, sono stati registrati periodi di incubazione prolungati fino a 2, 3 o addirittura 8 anni. La gravidanza e la coinfezione con HIV sono condizioni importanti per il ritardo dei sintomi. I parassiti possono essere rilevati nei campioni di sangue a partire dal decimo giorno dopo l'infezione.

## Interazione con il sistema immunitario umano

### Risposta immunitaria
Una singola zanzara anofele può trasmettere centinaia di sporozoiti di P. falciparum in un solo morso in condizioni sperimentali, ma in natura il numero è generalmente inferiore a 80.
Gli sporozoiti non entrano direttamente nel flusso sanguigno, ma rimangono nella pelle per due o tre ore. Circa il 15-20% degli sporozoiti entra nel sistema linfatico, dove attivano le cellule dendritiche, che li inviano per essere distrutti dai linfociti T (cellule T CD8+). Dopo 48 ore dall'infezione, le cellule T CD8+ specifiche per il Plasmodium possono essere rilevate nei linfonodi collegati alle cellule della pelle.
La maggior parte degli sporozoiti che rimangono nel tessuto cutaneo viene successivamente eliminata dal sistema immunitario innato. La glicoproteina dello sporozoita attiva specificamente le cellule mastocitarie. Le cellule mastocitarie producono quindi molecole segnalatrici come TNFα e MIP-2, che attivano i fagociti professionisti, come neutrofili e macrofagi.
Solo un piccolo numero (0,5-5%) di sporozoiti entra nel flusso sanguigno per raggiungere il fegato. Nel fegato, le cellule T CD8+ attivate provenienti dai linfonodi si legano agli sporozoiti tramite la proteina circumsporozoitaria (CSP).
La presentazione dell'antigene da parte delle cellule dendritiche nel tessuto cutaneo ai linfociti T è anche un processo cruciale. Da questo punto in poi, i parassiti producono diverse proteine che aiutano a sopprimere la comunicazione tra le cellule immunitarie.
Anche al culmine dell'infezione, quando i globuli rossi (RBC) si rompono, i segnali immunitari non sono abbastanza forti da attivare i macrofagi o le cellule natural killer.

### Evasione del sistema immunitario
Sebbene P. falciparum sia facilmente riconosciuto dal sistema immunitario umano mentre si trova nel flusso sanguigno, elude l'immunità producendo oltre 2.000 antigeni di membrana cellulare.
Lo stadio infettivo iniziale, gli sporozoiti, produce la proteina circumsporozoitaria (CSP), che si lega agli epatociti.[65] Il legame e l'ingresso negli epatociti sono facilitati dalla proteina anonima correlata alla trombospondina (TRAP).
TRAP e altre proteine secretorie (incluso la proteina essenziale del micronema per la migrazione cellulare dello sporozoita 1, SPECT1 e SPECT2) del micronema permettono allo sporozoita di muoversi nel sangue, evitando le cellule immunitarie e penetrando negli epatociti.
Durante l'invasione degli eritrociti, i merozoiti rilasciano proteina cap del merozoita-1 (MCP1), antigene della membrana apicale 1 (AMA1), antigeni leganti gli eritrociti (EBA), proteina interagente con la coda della miosina A (MTIP), e proteine di superficie dei merozoiti (MSP).[64] Tra queste MSP, MSP1 e MSP2 sono principalmente responsabili dell'evasione delle cellule immunitarie.
La virulenza di P. falciparum è mediata dalle proteine di membrana eritrocitaria, che sono prodotte dagli schizonti e dai trofozoiti all'interno degli eritrociti e sono esposte sulla membrana dell'eritrocita. PfEMP1 è la più importante, capace di agire sia come antigene che come molecola di adesione.

## Patogenicità
I sintomi clinici della malaria falciparum sono causati dalla rottura e distruzione degli eritrociti da parte dei merozoiti. La febbre alta, chiamata parossismo, è l'indicazione principale. La febbre segue un ciclo caratteristico di fase calda, fase fredda e sudorazione.
Poiché ogni schizogonia eritrocitaria segue un ciclo di 48 ore, cioè due giorni, il sintomo febbrile si manifesta ogni terzo giorno. Per questo motivo, l'infezione è classicamente chiamata febbre terzana maligna (tertian deriva dal latino e significa "terzo").
I sintomi più comuni sono febbre (>92% dei casi), brividi (79%), mal di testa (70%) e sudorazione (64%). Anche vertigini, malessere, dolori muscolari, dolori addominali, nausea, vomito, diarrea lieve e tosse secca sono generalmente associati. Tachicardia, ittero, pallore, ipotensione ortostatica, fegato ingrossato e milza ingrossata sono spesso diagnosticati.
I cristalli insolubili di β-ematina, l'emozoina, prodotti dalla digestione dell'emoglobina degli eritrociti, sono il principale agente che colpisce gli organi del corpo. Agendo come tossina ematica, gli eritrociti contenenti emozoina non possono essere attaccati dai fagociti durante la risposta immunitaria alla malaria.
I fagociti possono ingerire le emozoine libere liberate dopo la rottura degli eritrociti, inducendo una catena di reazioni infiammatorie che portano a febbre elevata.
È l'emozoina che si deposita negli organi del corpo, come la milza e il fegato, nonché nei reni e nei polmoni, causando l'ingrossamento e la decolorazione degli stessi.
Per questo motivo, l'emozoina è anche conosciuta come pigmento malarico.
A differenza di altre forme di malaria, che mostrano una periodicità regolare della febbre, P. falciparum, sebbene segua un ciclo di 48 ore, presenta solitamente episodi irregolari di febbre. Questa differenza è dovuta alla capacità dei merozoiti di P. falciparum di invadere un gran numero di eritrociti in modo sequenziale senza intervalli coordinati, fenomeno non osservato negli altri parassiti della malaria.
P. falciparum è quindi responsabile di quasi tutte le forme gravi di malattia e decessi dovuti alla malaria, in una condizione chiamata malaria perniciosa o grave. La malaria complicata si verifica più comunemente nei bambini sotto i 5 anni,e talvolta nelle donne in gravidanza (condizione specificamente chiamata malaria associata alla gravidanza).
Le donne diventano suscettibili alla malaria grave durante la prima gravidanza. La suscettibilità alla malaria grave si riduce nelle gravidanze successive a causa dell'aumento dei livelli di anticorpi contro gli antigeni di superficie varianti che compaiono sugli eritrociti infetti.
Tuttavia, una maggiore immunità nella madre aumenta la suscettibilità alla malaria nei neonati.
P. falciparum agisce tramite un processo chiamato sequestro, in cui gruppi di eritrociti infetti si aggregano, fenomeno non riscontrato in altre specie di parassiti della malaria. Gli schizonti maturi cambiano le proprietà di superficie degli eritrociti infetti, facendoli aderire alle pareti dei vasi sanguigni (citoaderenza). Ciò porta all'ostruzione della microcircolazione e provoca la disfunzione di diversi organi, come il cervello nella malaria cerebrale.
La malaria cerebrale è la condizione più pericolosa di qualsiasi infezione malarica e la forma più grave di disturbi neurologici. Secondo la definizione dell'OMS, il sintomo clinico è indicato dal coma e la diagnosi viene fatta tramite alti livelli di merozoiti nei campioni di sangue periferico.
È la forma più letale di malaria, con una stima di 0,2 milioni a oltre un milione di decessi annui. La maggior parte delle vittime sono bambini sotto i 5 anni di età.
Si verifica quando i merozoiti invadono il cervello, causando danni cerebrali di varia entità. La morte è causata dalla carenza di ossigeno (ipossia) dovuta alla produzione di citochine infiammatorie e alla perdita di integrità vascolare indotta dai merozoiti.
Tra i sopravvissuti, persistono condizioni mediche come disabilità neurologiche, deficit intellettivi e problemi comportamentali. Tra queste, l'epilessia è la condizione più comune, e la malaria cerebrale è la principale causa di epilessia acquisita tra i bambini africani.[89]
La ricomparsa dei sintomi della malaria falciparum, fenomeno chiamato recrudescenza, si osserva spesso nei sopravvissuti.
La recrudescenza può verificarsi anche dopo un trattamento antimalarico efficace.Può manifestarsi dopo alcuni mesi o persino diversi anni. In alcuni individui, può richiedere fino a tre anni. In casi isolati, la durata può raggiungere o superare i 10 anni.È un fenomeno comune anche tra le donne in gravidanza.
1. ↑   Rich, S. M.; Leendertz, F. H.; Xu, G.; Lebreton, M.; Djoko, C. F.; Aminake, M. N.; Takang, E. E.; Diffo, J. L. D.; Pike, B. L.; Rosenthal, B. M.; Formenty, P.; Boesch, C.; Ayala, F. J.; Wolfe, N. D. (2009). "The origin of malignant malaria". Proceedings of the National Academy of Sciences. 106 (35): 14902–14907. Bibcode:2009PNAS..10614902R. doi:10.1073/pnas.0907740106. PMC 2720412. PMID 19666593..
2. ↑   Perkins, D. J.; Were, T.; Davenport, G. C.; Kempaiah, P.; Hittner, J. B.; Ong'Echa, J. M. (2011). "Severe malarial anemia: Innate immunity and pathogenesis". International Journal of Biological Sciences. 7 (9): 1427–1442. doi:10.7150/ijbs.7.1427. PMC 3221949. PMID 22110393..
3. ↑   Perlmann, P; Troye-Blomberg, M (2000). "Malaria blood-stage infection and its control by the immune system". Folia Biologica. 46 (6): 210–8. PMID 11140853..
4. 1 2   Loy, Dorothy E.; Liu, Weimin; Li, Yingying; Learn, Gerald H.; Plenderleith, Lindsey J.; Sundararaman, Sesh A.; Sharp, Paul M.; Hahn, Beatrice H. (2017). "Out of Africa: origins and evolution of the human malaria parasites Plasmodium falciparum and Plasmodium vivax". International Journal for Parasitology. 47 (2–3): 87–97. doi:10.1016/j.ijpara.2016.05.008. PMC 5205579. PMID 27381764..
5. 1 2   Sharp, Paul M.; Plenderleith, Lindsey J.; Hahn, Beatrice H. (2020). "Ape origins of human malaria". Annual Review of Microbiology. 74: 39–63. doi:10.1146/annurev-micro-020518-115628. PMC 7643433. PMID 32905751..
6. ↑  Def. Sapere: "Quando il plasmodio della malaria si annida nelle cellule del fegato o della milza o del midollo (ciclo esoeritrocitico) dove si moltiplica per suddivisione (schizogonia) invadendo nuove cellule"
7. 1 2 3   Liu, W; Li, Y; Learn, GH; Rudicell, RS; Robertson, JD; Keele, BF; Ndjango, JB; Sanz, CM; et al. (2010). "Origin of the human malaria parasite Plasmodium falciparum in gorillas". Nature. 467 (7314): 420–5. Bibcode:2010Natur.467..420L. doi:10.1038/nature09442. PMC 2997044. PMID 20864995..
8. ↑   Holmes, Edward C. (2010). "Malaria: The gorilla connection". Nature. 467 (7314): 404–405. Bibcode:2010Natur.467..404H. doi:10.1038/467404a. PMID 20864986. S2CID 205058952..
9. ↑   Liu, W; Y Li, GH Learn, RS Rudicell, JD Robertson, BF Keele, JN Ndjango, CM Sanz, DB Morgan, S Locatelli, MK Gonder, PJ Kranzusch, PD Walsh, E Delaporte, E Mpoudi-Ngole, AV Georgiev, MN Muller, GM Shaw, M Peeters, PM Sharp, JC Rayner, BH Hahn (2010). "Origin of the human malaria parasite Plasmodium falciparum in gorillas". Nature. 467 (7314): 420–5. Bibcode:2010Natur.467..420L. doi:10.1038/nature09442. PMC 2997044. PMID 20864995..
10. ↑   Duval, L; M Fourment, E Nerrienet, D Rousset, SA Sadeuh, SM Goodman, NV Andriaholinirina, M Randrianarivelojosia, RE Paul, V Robert, FJ Ayala, F Ariey (2010). "African apes as reservoirs of Plasmodium falciparum and the origin and diversification of the Laverania subgenus". Proceedings of the National Academy of Sciences of the United States of America. 107 (23): 10561–6. Bibcode:2010PNAS..10710561D. doi:10.1073/pnas.1005435107. PMC 2890828. PMID 20498054..
11. ↑   Rayner, J; WM Liu, M Peeters, PM Sharp, BH Hahn (2011). "A plethora of Plasmodium species in wild apes: a source of human infection?". Trends in Parasitology. 27 (5): 222–229. doi:10.1016/J.Pt.2011.01.006. PMC 3087880. PMID 21354860..
12. ↑   Rathore, D; Wahl AM, Sullivan M, McCutchan TF (2001-04-25). "A phylogenetic comparison of gene trees constructed from plastid, mitochondrial and genomic DNA of Plasmodium species". Molecular and Biochemical Parasitology. 114 (1): 89–94. doi:10.1016/S0166-6851(01)00241-9. PMID 11356517..
13. ↑   Hartl, DH (January 2004). "The origin of malaria: mixed messages from genetic diversity". Nature Reviews Microbiology. 2 (1): 15–22. doi:10.1038/nrmicro795. PMID 15035005. S2CID 11020105..
14. ↑   Hume, J.C.; Lyons, E.J.; Day, K.P. (2003). "Human migration, mosquitoes and the evolution of Plasmodium falciparum". Trends Parasitol. 19 (3): 144–9. doi:10.1016/s1471-4922(03)00008-4. PMID 12643998..
15. ↑   Rinehart, M., Park, H., Walzer, K., Chi, J., & Wax, A. (2016). Hemoglobin consumption by P. falciparum in individual erythrocytes imaged via quantitative phase spectroscopy. Scientific Reports, 6. https://doi.org/10.1038/srep24461..
16. ↑   Lucius, R.; Roberts, C.W. (2017). "Biology of Parasitic Protozoa". In Lucius, R.; Loos-Frank, B.; Lane, R.P.; Poulin, R.; Roberts, C.W.; Grencis, R.K. (eds.). The Biology of Parasites. John Wiley & Sons. pp. 190–198. ISBN 978-3-527-32848-2..
17. ↑   Lanzer, Michael; Wickert, Hannes; Krohne, Georg; Vincensini, Laetitia; Braun Breton, Catherine (2006). "Maurer's clefts: A novel multi-functional organelle in the cytoplasm of Plasmodium falciparum-infected erythrocytes". International Journal for Parasitology. 36 (1): 23–36. doi:10.1016/j.ijpara.2005.10.001. PMID 16337634..
18. 1 2   Garcia, J. E.; Puentes, A.; Patarroyo, M. E. (2006). "Developmental Biology of Sporozoite-Host Interactions in Plasmodium falciparum Malaria: Implications for Vaccine Design". Clinical Microbiology Reviews. 19 (4): 686–707. doi:10.1128/CMR.00063-05. PMC 1592691. PMID 17041140..
19. ↑   Yeh, Ellen; DeRisi, Joseph L. (2011-08-30). "Chemical Rescue of Malaria Parasites Lacking an Apicoplast Defines Organelle Function in Blood-Stage Plasmodium falciparum". PLOS Biol. 9 (8): e1001138. doi:10.1371/journal.pbio.1001138. ISSN 1545-7885. PMC 3166167. PMID 21912516..
20. ↑   Wilson RJ; Denny PW; Preiser PR; et al. (August 1996). "Complete gene map of the plastid-like DNA of the malaria parasite Plasmodium falciparum". Journal of Molecular Biology. 261 (2): 155–72. doi:10.1006/jmbi.1996.0449. PMID 8757284..
21. 1 2   Gardner MJ; Hall N; Fung E; et al. (October 2002). "Genome sequence of the human malaria parasite Plasmodium falciparum". Nature. 419 (6906): 498–511. Bibcode:2002Natur.419..498G. doi:10.1038/nature01097. PMC 3836256. PMID 12368864..
22. ↑   World Malaria Report 2008 (PDF), su apps.who.int, World Health Organisation, 2008,  10. URL consultato il 17 agosto 2009.
23. ↑   World Malaria Report 2008 (PDF), su apps.who.int, World Health Organisation, 2008,  11–12. URL consultato il 17 agosto 2009.
24. ↑  Una mappa in base alla incidenza segnalata nel 2007, è disponibile all'indirizzo http://www.map.ox.ac.uk/explorer/.
25. ↑   Lee, Wenn-Chyau; Russell, Bruce; Rénia, Laurent (2019). "Sticking for a Cause: The Falciparum Malaria Parasites Cytoadherence Paradigm". Frontiers in Immunology. 10: 1444. doi:10.3389/fimmu.2019.01444. PMC 6610498. PMID 31316507..
26. ↑   "World malaria report 2022". who.int. Retrieved 2024-01-30..
27. ↑   WHO (2021). World Malaria Report 2021. Switzerland: World Health Organization. ISBN 978-92-4-004049-6..
28. ↑   Sinden, R. E.; Canning, E. U.; Bray, R. S.; Smalley, M. E. (1978). "Gametocyte and Gamete Development in Plasmodium falciparum". Proceedings of the Royal Society B: Biological Sciences. 201 (1145): 375–399. Bibcode:1978RSPSB.201..375S. doi:10.1098/rspb.1978.0051. PMID 27809. S2CID 27083717..
29. ↑   Rungsiwongse, Jarasporn; Rosenberg, Ronald (1991). "The Number of Sporozoites Produced by Individual Malaria Oocysts". The American Journal of Tropical Medicine and Hygiene. 45 (5): 574–577. doi:10.4269/ajtmh.1991.45.574. PMID 1951866..
30. 1 2 3   Gerald, N.; Mahajan, B.; Kumar, S. (2011). "Mitosis in the Human Malaria Parasite Plasmodium falciparum". Eukaryotic Cell. 10 (4): 474–482. doi:10.1128/EC.00314-10. PMC 3127633. PMID 21317311..
31. ↑   Foster, W. A. (1995-01-01). "Mosquito Sugar Feeding and Reproductive Energetics". Annual Review of Entomology. 40 (1): 443–474. doi:10.1146/annurev.ento.40.1.443. PMID 7810991..
32. ↑   Nyasembe, Vincent O.; Teal, Peter E.A.; Sawa, Patrick; Tumlinson, James H.; Borgemeister, Christian; Torto, Baldwyn (January 2014). "Plasmodium falciparum Infection Increases Anopheles gambiae Attraction to Nectar Sources and Sugar Uptake". Current Biology. 24 (2): 217–221. Bibcode:2014CBio...24..217N. doi:10.1016/j.cub.2013.12.022. PMC 3935215..
33. ↑   Hien, Domonbabele F. d. S.; Dabiré, Kounbobr R.; Roche, Benjamin; Diabaté, Abdoulaye; Yerbanga, Rakiswende S.; Cohuet, Anna; Yameogo, Bienvenue K.; Gouagna, Louis-Clément; Hopkins, Richard J.; Ouedraogo, Georges A.; Simard, Frédéric; Ouedraogo, Jean-Bosco; Ignell, Rickard; Lefevre, Thierry (2016-08-04). Vernick, Kenneth D (ed.). "Plant-Mediated Effects on Mosquito Capacity to Transmit Human Malaria". PLOS Pathogens. 12 (8): e1005773. doi:10.1371/journal.ppat.1005773. ISSN 1553-7374. PMC 4973987. PMID 27490374..
34. ↑   Hien, Domonbabele F. D. S.; Paré, Prisca S. L.; Cooper, Amanda; Koama, Benjamin K.; Guissou, Edwige; Yaméogo, Koudraogo B.; Yerbanga, Rakiswendé S.; Farrell, Iain W.; Ouédraogo, Jean B.; Gnankiné, Olivier; Ignell, Rickard; Cohuet, Anna; Dabiré, Roch K.; Stevenson, Philip C.; Lefèvre, Thierry (December 2021). "Contrasting effects of the alkaloid ricinine on the capacity of Anopheles gambiae and Anopheles coluzzii to transmit Plasmodium falciparum". Parasites & Vectors. 14 (1): 479. doi:10.1186/s13071-021-04992-z. ISSN 1756-3305. PMC 8444468. PMID 34526119..
35. 1 2 3   Guttery DS, Zeeshan M, Holder AA, Tromer EC, Tewari R. Meiosis in Plasmodium: how does it work? Trends Parasitol. 2023 Oct;39(10):812-821. doi:10.1016/j.pt.2023.07.002. Epub 2023 Aug 2. PMID 37541799.
36. ↑   Ménard, R; Tavares, J; Cockburn, I; Markus, M; Zavala, F; Amino, R (2013). "Looking under the skin: the first steps in malarial infection and immunity". Nature Reviews Microbiology. 11 (10): 701–712. doi:10.1038/nrmicro3111. PMID 24037451. S2CID 21437365..
37. ↑   Kappe, SH; Buscaglia, CA; Bergman, LW; Coppens, I; Nussenzweig, V (2004). "Apicomplexan gliding motility and host cell invasion: overhauling the motor model". Trends in Parasitology. 20 (1): 13–16. CiteSeerX 10.1.1.458.5746. doi:10.1016/j.pt.2003.10.011. PMID 14700584..
38. ↑   Vaughan, Ashley M.; Kappe, Stefan H.I. (2017). "Malaria Parasite Liver Infection and Exoerythrocytic Biology". Cold Spring Harbor Perspectives in Medicine. 7 (6): a025486. doi:10.1101/cshperspect.a025486. PMC 5453383. PMID 28242785..
39. ↑   Sturm, A. (2006). "Manipulation of Host Hepatocytes by the Malaria Parasite for Delivery into Liver Sinusoids". Science. 313 (5791): 1287–1290. Bibcode:2006Sci...313.1287S. doi:10.1126/science.1129720. PMID 16888102. S2CID 22790721..
40. 1 2   Cowman, Alan F.; Crabb, Brendan S. (2006). "Invasion of Red Blood Cells by Malaria Parasites". Cell. 124 (4): 755–766. doi:10.1016/j.cell.2006.02.006. PMID 16497586. S2CID 14972823..
41. 1 2   "Malaria eModule – SYNCHRONICITY". Archived from the original on 2007-12-22. Retrieved 2017-06-04..
42. ↑   Jensen, Anja Ramstedt; Adams, Yvonne; Hviid, Lars (2020). "Cerebral Plasmodium falciparum malaria: The role of PfEMP1 in its pathogenesis and immunity, and PfEMP1-based vaccines to prevent it". Immunological Reviews. 293 (1): 230–252. doi:10.1111/imr.12807. PMC 6972667. PMID 31562653..
43. ↑   Pagola S, Stephens PW, Bohle DS, Kosar AD, Madsen SK (2000). "The structure of malaria pigment beta-haematin". Nature. 404 (6775): 307–310. Bibcode:2000Natur.404..307P. doi:10.1038/35005132. PMID 10749217. S2CID 4420567..
44. ↑   Hempelmann E (2007). "Hemozoin biocrystallization in Plasmodium falciparum and the antimalarial activity of crystallization inhibitors". Parasitol Research. 100 (4): 671–676. doi:10.1007/s00436-006-0313-x. PMID 17111179. S2CID 30446678. Archived from the original on 2011-06-10..
45. ↑   "Malaria eModule – ASEXUAL ERYTHROCYTIC STAGES". Archived from the original on 2007-12-22. Retrieved 2017-06-04..
46. ↑   Read, M.; Sherwin, T.; Holloway, S. P.; Gull, K.; Hyde, J. E. (1993). "Microtubular organization visualized by immunofluorescence microscopy during erythrocytic schizogony in Plasmodium falciparum and investigation of post-translational modifications of parasite tubulin". Parasitology. 106 (3): 223–232. doi:10.1017/s0031182000075041. PMID 8488059. S2CID 24655319..
47. ↑   Arnot, D. E.; Ronander, E.; Bengtsson, D. C. (2011). "The progression of the intra-erythrocytic cell cycle of Plasmodium falciparum and the role of the centriolar plaques in asynchronous mitotic division during schizogony". Int. J. Parasitol. 41 (1): 71–80. doi:10.1016/j.ijpara.2010.07.012. PMID 20816844..
48. 1 2 3 4 5   Trampuz, Andrej; Jereb, Matjaz; Muzlovic, Igor; Prabhu, Rajesh M (2003). "Clinical review: Severe malaria". Critical Care. 7 (4): 315–23. doi:10.1186/cc2183. PMC 270697. PMID 12930555..
49. ↑   Talman, Arthur M; Domarle, Olivier; McKenzie, F; Ariey, Frédéric; Robert, Vincent (2004). "Gametocytogenesis: the puberty of Plasmodium falciparum". Malaria Journal. 3 (1): 24. doi:10.1186/1475-2875-3-24. PMC 497046. PMID 15253774..
50. ↑   Mohammed M, Dziedziech A, Macedo D, et al. Single-cell transcriptomics reveal transcriptional programs underlying male and female cell fate during Plasmodium falciparum gametocytogenesis. Nat Commun. 2024;15(1):7177. Published 2024 Aug 26. doi:10.1038/s41467-024-51201-3.
51. ↑   Bartoloni, A; Zammarchi, L (2012). "Clinical aspects of uncomplicated and severe malaria". Mediterranean Journal of Hematology and Infectious Diseases. 4 (1): e2012026. doi:10.4084/MJHID.2012.026. PMC 3375727. PMID 22708041..
52. ↑   D'Ortenzio, E; Godineau, N; Fontanet, A; Houze, S; Bouchaud, O; Matheron, S; Le Bras, J (2008). "Prolonged Plasmodium falciparum infection in immigrants, Paris". Emerging Infectious Diseases. 14 (2): 323–326. doi:10.3201/eid1402.061475. PMC 2600192. PMID 18258132..
53. ↑   Beier, JC; Onyango, FK; Koros, JK; Ramadhan, M; Ogwang, R; Wirtz, RA; Koech, DK; Roberts, CR (1991). "Quantitation of malaria sporozoites transmitted in vitro during salivation by wild Afrotropical Anopheles". Medical and Veterinary Entomology. 5 (1): 71–9. doi:10.1111/j.1365-2915.1991.tb00523.x. PMID 1768903. S2CID 27449694..
54. 1 2   Chakravarty, Sumana; Cockburn, Ian A; Kuk, Salih; Overstreet, Michael G; Sacci, John B; Zavala, Fidel (2007). "CD8+ T lymphocytes protective against malaria liver stages are primed in skin-draining lymph nodes". Nature Medicine. 13 (9): 1035–1041. doi:10.1038/nm1628. PMID 17704784. S2CID 17601147..
55. ↑   Hopp, Christine S.; Sinnis, Photini (2015). "The innate and adaptive response to mosquito saliva and Plasmodium sporozoites in the skin". Annals of the New York Academy of Sciences. 1342 (1): 37–43. Bibcode:2015NYASA1342...37H. doi:10.1111/nyas.12661. PMC 4405444. PMID 25694058..
56. ↑   Gomes, Pollyanna S.; Bhardwaj, Jyoti; Rivera-Correa, Juan; Freire-De-Lima, Celio G.; Morrot, Alexandre (2016). "Immune Escape Strategies of Malaria Parasites". Frontiers in Microbiology. 7: e1617. doi:10.3389/fmicb.2016.01617. PMC 5066453. PMID 27799922..
57. ↑   Artavanis-Tsakonas, K; Tongren, JE; Riley, EM (August 2003). "The war between the malaria parasite and the immune system: immunity, immunoregulation and immunopathology". Clinical and Experimental Immunology. 133 (2): 145–152. doi:10.1046/j.1365-2249.2003.02174.x. PMC 1808775. PMID 12869017.Open access icon.
58. ↑   Florens, Laurence; Washburn, Michael P.; Raine, J. Dale; Anthony, Robert M.; Grainger, Munira; Haynes, J. David; Moch, J. Kathleen; Muster, Nemone; et al. (3 October 2002). "A proteomic view of the Plasmodium falciparum life cycle". Nature. 419 (6906): 520–526..
59. ↑   Baldacci, Patricia; Ménard, Robert (2004). "The elusive malaria sporozoite in the mammalian host". Molecular Microbiology. 54 (2): 298–306. doi:10.1111/j.1365-2958.2004.04275.x. PMID 15469504. S2CID 30488807..
60. ↑   Vaughan, Ashley M.; Aly, Ahmed S.I.; Kappe, Stefan H.I. (2008). "Malaria Parasite Pre-Erythrocytic Stage Infection: Gliding and Hiding". Cell Host & Microbe. 4 (3): 209–218. doi:10.1016/j.chom.2008.08.010. PMC 2610487. PMID 18779047..
61. ↑   Satchwell, T. J. (2016). "Erythrocyte invasion receptors for Plasmodium falciparum: new and old". Transfusion Medicine. 26 (2): 77–88. doi:10.1111/tme.12280. hdl:1983/2945cc98-49e8-4c37-a392-88e35fab588c. PMID 26862042. S2CID 7811400..
62. ↑   Lalchhandama, Kholhring (2017). "Plasmodium falciparum erythrocyte membrane protein 1". WikiJournal of Medicine. 4 (1): 1–8. doi:10.15347/wjm/2017.004..
63. 1 2   Crutcher, James M.; Hoffman, Stephen L. (1996), Baron, Samuel (ed.), "Malaria", Medical Microbiology (4th ed.), Galveston (TX): University of Texas Medical Branch at Galveston, ISBN 978-0-9631172-1-2, PMID 21413352, retrieved 2022-02-01.
64. ↑   Buchanan, Andrew (1901). "Malignant Tertian Fever". The Indian Medical Gazette. 36 (7): 256–258. ISSN 0019-5863. PMC 5164271. PMID 29004267..
65. ↑   Hemmer, C. J.; Loebermann, M.; Reisinger, E. C. (2016). "Fever after travel to tropical regions: Malaria and other emergencies". Notfall & Rettungsmedizin. 19 (4): 263–268. doi:10.1007/s10049-016-0176-3. ISSN 1434-6222. PMC 7101662. PMID 32288635..
66. ↑   Corbett, Yolanda; Parapini, Silvia; Perego, Federica; Messina, Valeria; Delbue, Serena; Misiano, Paola; Falchi, Mario; Silvestrini, Francesco; Taramelli, Donatella; Basilico, Nicoletta; D'Alessandro, Sarah (2021). "Phagocytosis and activation of bone marrow-derived macrophages by Plasmodium falciparum gametocytes". Malaria Journal. 20 (1): 81. doi:10.1186/s12936-021-03589-2. ISSN 1475-2875. PMC 7874634. PMID 33568138..
67. ↑   Coronado, Lorena M.; Nadovich, Christopher T.; Spadafora, Carmenza (2014). "Malarial Hemozoin: From target to tool". Biochimica et Biophysica Acta (BBA) - General Subjects. 1840 (6): 2032–2041. doi:10.1016/j.bbagen.2014.02.009. ISSN 0006-3002. PMC 4049529. PMID 24556123..
68. ↑   Tyberghein, Ariane; Deroost, Katrien; Schwarzer, Evelin; Arese, Paolo; Van den Steen, Philippe E. (2014). "Immunopathological effects of malaria pigment or hemozoin and other crystals". BioFactors. 40 (1): 59–78. doi:10.1002/biof.1119. ISSN 1872-8081. PMID 23907956. S2CID 45386035..
69. ↑   Deroost, Katrien; Lays, Natacha; Noppen, Sam; Martens, Erik; Opdenakker, Ghislain; Van den Steen, Philippe E. (2012). "Improved methods for haemozoin quantification in tissues yield organ-and parasite-specific information in malaria-infected mice". Malaria Journal. 11: 166. doi:10.1186/1475-2875-11-166. ISSN 1475-2875. PMC 3473299. PMID 22583751..
70. ↑   Pek, Rini H.; Yuan, Xiaojing; Rietzschel, Nicole; Zhang, Jianbing; Jackson, Laurie; Nishibori, Eiji; Ribeiro, Ana; Simmons, William; Jagadeesh, Jaya; Sugimoto, Hiroshi; Alam, Md Zahidul (2019). "Hemozoin produced by mammals confers heme tolerance". eLife. 8: e49503. doi:10.7554/eLife.49503. ISSN 2050-084X. PMC 6773446. PMID 31571584..
71. ↑   Olivier, Martin; Van Den Ham, Kristin; Shio, Marina Tiemi; Kassa, Fikregabrail Aberra; Fougeray, Sophie (2014). "Malarial pigment hemozoin and the innate inflammatory response". Frontiers in Immunology. 5: 25. doi:10.3389/fimmu.2014.00025. ISSN 1664-3224. PMC 3913902. PMID 24550911..
72. ↑   Shio, Marina T.; Kassa, Fikregabrail A.; Bellemare, Marie-Josée; Olivier, Martin (2010). "Innate inflammatory response to the malarial pigment hemozoin". Microbes and Infection. 12 (12–13): 889–899. doi:10.1016/j.micinf.2010.07.001. ISSN 1769-714X. PMID 20637890..
73. 1 2   Moya-Alvarez, Violeta; Abellana, Rosa; Cot, Michel (2014). "Pregnancy-associated malaria and malaria in infants: an old problem with present consequences". Malaria Journal. 13 (1): 271. doi:10.1186/1475-2875-13-271. PMC 4113781. PMID 25015559..
74. ↑   Kourtis, Athena P.; Read, Jennifer S.; Jamieson, Denise J. (2014). "Pregnancy and Infection". New England Journal of Medicine. 370 (23): 2211–2218. doi:10.1056/NEJMra1213566. PMC 4459512. PMID 24897084..
75. ↑   Tembo, Dumizulu L.; Nyoni, Benjamin; Murikoli, Rekah V.; Mukaka, Mavuto; Milner, Danny A.; Berriman, Matthew; Rogerson, Stephen J.; Taylor, Terrie E.; Molyneux, Malcolm E.; Mandala, Wilson L.; Craig, Alister G. (2014). "Differential PfEMP1 expression is associated with cerebral malaria pathology". PLOS Pathogens. 10 (12): e1004537. doi:10.1371/journal.ppat.1004537. PMC 4256257. PMID 25473835..
76. ↑   Dondorp AM, Pongponratn E, White NJ (February 2004). "Reduced microcirculatory flow in severe falciparum malaria: pathophysiology and electron-microscopic pathology". Acta Trop. 89 (3): 309–17. doi:10.1016/j.actatropica.2003.10.004. PMID 14744557..
77. ↑   Anonymous (2000). "Severe falciparum malaria. World Health Organization, Communicable Diseases Cluster". Transactions of the Royal Society of Tropical Medicine and Hygiene. 94 (Suppl 1): S1–90. ISSN 0035-9203. PMID 11103309..
78. ↑   Omar, Mohamed; Marchionni, Luigi; Häcker, Georg; Badr, Mohamed Tarek (2021). "Host Blood Gene Signatures Can Detect the Progression to Severe and Cerebral Malaria". Frontiers in Cellular and Infection Microbiology. 11: 743616. doi:10.3389/fcimb.2021.743616. ISSN 2235-2988. PMC 8569259. PMID 34746025..
79. ↑   Murphy, S. C.; Breman, J. G. (2001). "Gaps in the childhood malaria burden in Africa: cerebral malaria, neurological sequelae, anemia, respiratory distress, hypoglycemia, and complications of pregnancy". The American Journal of Tropical Medicine and Hygiene. 64 (1-2 Suppl): 57–67. doi:10.4269/ajtmh.2001.64.57. PMID 11425178. S2CID 847217..
80. ↑   Breman, J. G. (2001). "The ears of the hippopotamus: manifestations, determinants, and estimates of the malaria burden". The American Journal of Tropical Medicine and Hygiene. 64 (1-2 Suppl): 1–11. doi:10.4269/ajtmh.2001.64.1. ISSN 0002-9637. PMID 11425172..
81. ↑   Luzolo, Ange Landela; Ngoyi, Dieudonné Mumba (2019). "Cerebral malaria". Brain Research Bulletin. 145: 53–58. doi:10.1016/j.brainresbull.2019.01.010. ISSN 1873-2747. PMID 30658131. S2CID 58560596..
82. ↑   Shanks, G. Dennis (2015). "Historical review: does stress provoke Plasmodium falciparum recrudescence?". Transactions of the Royal Society of Tropical Medicine and Hygiene. 109 (6): 360–365. doi:10.1093/trstmh/trv032. ISSN 1878-3503. PMID 25918217..
83. ↑   Teuscher, Franka; Gatton, Michelle L.; Chen, Nanhua; Peters, Jennifer; Kyle, Dennis E.; Cheng, Qin (2010). "Artemisinin-induced dormancy in plasmodium falciparum: duration, recovery rates, and implications in treatment failure". The Journal of Infectious Diseases. 202 (9): 1362–1368. doi:10.1086/656476. ISSN 1537-6613. PMC 2949454. PMID 20863228..
84. ↑   WorldWide Antimalarial Resistance Network (WWARN) Lumefantrine PK/PD Study Group (2015). "Artemether-lumefantrine treatment of uncomplicated Plasmodium falciparum malaria: a systematic review and meta-analysis of day 7 lumefantrine concentrations and therapeutic response using individual patient data". BMC Medicine. 13: 227. doi:10.1186/s12916-015-0456-7. ISSN 1741-7015. PMC 4574542. PMID 26381375..
85. ↑   Ismail, Arif; Auclair, Francois; McCarthy, Anne E. (2020). "Recrudescence of chronic Plasmodium falciparum malaria 13 years after exposure". Travel Medicine and Infectious Disease. 33: 101518. doi:10.1016/j.tmaid.2019.101518. ISSN 1873-0442. PMID 31712180. S2CID 207949553..
86. ↑   Salas-Coronas, Joaquín; Soriano-Pérez, Manuel Jesús; Lozano-Serrano, Ana B.; Pérez-Moyano, Rosario; Porrino-Herrera, Carmen; Cabezas-Fernández, María Teresa (2017). "Symptomatic Falciparum Malaria After Living in a Nonendemic Area for 10 Years: Recrudescence or Indigenous Transmission?". The American Journal of Tropical Medicine and Hygiene. 96 (6): 1427–1429. doi:10.4269/ajtmh.17-0031. ISSN 1476-1645. PMC 5462582. PMID 28719260..
87. ↑   Laochan, Natthapon; Zaloumis, Sophie G.; Imwong, Mallika; Lek-Uthai, Usa; Brockman, Alan; Sriprawat, Kanlaya; Wiladphaingern, Jacher; White, Nicholas J.; Nosten, François; McGready, Rose (2015). "Intervals to Plasmodium falciparum recurrence after anti-malarial treatment in pregnancy: a longitudinal prospective cohort". Malaria Journal. 14: 221. doi:10.1186/s12936-015-0745-9. ISSN 1475-2875. PMC 4449611. PMID 26017553..
88. ↑   Mayor, Alfredo; Serra-Casas, Elisa; Bardají, Azucena; Sanz, Sergi; Puyol, Laura; Cisteró, Pau; Sigauque, Betuel; Mandomando, Inacio; Aponte, John J.; Alonso, Pedro L.; Menéndez, Clara (2009). "Sub-microscopic infections and long-term recrudescence of Plasmodium falciparum in Mozambican pregnant women". Malaria Journal. 8: 9. doi:10.1186/1475-2875-8-9. ISSN 1475-2875. PMC 2633011. PMID 19134201..